# Smoke (1995)
Smoke (deutscher Untertitel: Raucher unter sich) ist ein Independentfilm des Regisseurs Wayne Wang aus dem Jahre 1995. In dem von Paul Auster geschriebenen Drehbuch werden mehrere Handlungsstränge parallel erzählt, deren Mittelpunkt ein kleiner Tabakladen in Brooklyn ist.

## Geschichte
Die verwobene Geschichte bietet fünf mit Zwischentiteln in Einzelepisoden geordnete Handlungsstränge, die sich gegenseitig beeinflussen. Kreuzungspunkt der Handlungsstränge ist ein kleiner Tabakladen, die Brooklyn Cigar Company, in der Stammkunden – Raucher verschiedener Ethnien – ein und aus gehen.  Eines Tages wird der euroamerikanische Schriftsteller Paul Benjamin beim Verlassen des Ladens von einem afroamerikanischen Jungen, er nennt sich ihm gegenüber Rashid Cole, beim unachtsamen Versuch, die Fahrbahn zu betreten, davor gerettet, von einem Lastwagen überfahren zu werden. Paul bietet Rashid daraufhin eine Schlafstelle für zwei Nächte in seiner Wohnung an. Rashid lehnt zunächst ab, erscheint jedoch später und nimmt das Angebot an.
Paul lebt nach dem gewaltsamen Tod seiner damals schwangeren Frau – sie wurde auf offener Straße ganz in der Nähe erschossen – in seiner Schriftsteller-Wohnung schon seit den siebziger Jahren unglücklich allein. Eines Abends, Paul will sich kurz vor Ladenschluss noch schnell seine Schimmelpenninck-Zigarillos holen, lädt der Besitzer, Auggie Wren, Paul auf eine Zigarrenlänge in seine Wohnung ein. Dort zeigt er Paul sein Projekt: Jeden Morgen um genau acht Uhr macht er ein Stativ-Foto von seinem Laden, gesehen von der gegenüberliegenden Ecke der Kreuzung, seit vielen Jahren. Die beiden sehen sich die Alben an, Jahreszeiten, Lichtstimmungen, Menschen, wechseln – und als sie in den Alben der 1970er Jahre ankommen, findet Paul plötzlich auf einem Foto seine verstorbene Frau abgebildet. Paul, so unvermittelt mit ihrem Bild konfrontiert, verliert die Fassung und weint.
Nach zwei Tagen schickt Paul Rashid wieder fort. Kaum ist der Junge weg, läutet es an der Tür und draußen steht Rashids besorgte Tante. Von ihr erfährt Paul, dass Rashid eigentlich Thomas heißt, seit seiner Geburt bei ihr und ihrem Mann wohnt, dass Rashids Mutter tot ist und sein Vater seit zwölf Jahren verschollen. Vor vierzehn Tagen sei jedoch die Nachricht eingetroffen, Rashids Vater arbeite in einer kleinen Tankstelle.
Rashid/Thomas geht zu dieser Tankstelle und bleibt so lange davor sitzen, bis er mit seinem Vater Cyrus Cole, der ihn natürlich nicht erkennt, ins Gespräch kommt. Cyrus hält Thomas zunächst für einen Dieb. Thomas hat die Tankstelle gezeichnet und gibt vor, ihm die Zeichnung verkaufen zu wollen – oder wahlweise einen Job bei Cyrus zu bekommen.
Unerwartet erhält Auggie Besuch von seiner alten Exfreundin Ruby. Auch an Ruby ist die Zeit nicht spurlos vorübergegangen. Sie hat ein Auge verloren und trägt eine Augenklappe, die sie durch eine Haarlocke zu kaschieren versucht. Sie bittet ihn um Geld für ihre schwangere Tochter Felicity und erklärt Auggie, er sei der leibliche Vater. Im Streitgespräch erfährt man mehr über Auggie. Er hatte für Ruby damals vor achtzehn Jahren eine Halskette gestohlen und war deshalb statt zu Gefängnis zum Kriegsdienst in der Navy verurteilt worden. Seinen Plan, aufs College zu gehen, musste er aufgeben. Auggie lässt sich schlussendlich überreden, zusammen mit Ruby die drogenabhängige Tochter zu besuchen, nur um dort zu erfahren, dass Felicity das Kind vor zwei Tagen abgetrieben hat. Felicity, die nicht nur Auggie beleidigt, sondern auch ihre Mutter „Piratenauge“ und „blöde Kuh“ nennt, droht mit der Gewalttätigkeit ihres Lebensgefährten und wirft die beiden hinaus. Als Ruby und Auggie gegangen sind, beginnt sie zu weinen.
Cyrus, der bei einem selbst verschuldeten Autounfall vor zwölf Jahren unter Alkoholeinfluss nicht nur seinen linken Arm, sondern auch seine erste Frau verlor, gibt Rashid, der sich bei ihm Paul Benjamin nennt, einen Kurzzeitjob: das Entrümpeln seiner Werkstatt. Thomas-Rashid-Paul sieht, dass sein Vater eine neue kleine Familie mit Frau und Kind hat.
Rashid taucht wieder bei Paul auf und schenkt ihm ein Fernsehgerät, das von der Entrümpelung stammt. Paul stellt Rashid zur Rede. Rashid befindet sich in Wirklichkeit auf der Suche nach einem Versteck. Denn er hat dem Räuber Creeper und seiner Gang ihr Diebesgut von über 6000 Dollar gestohlen.
Paul erzählt Thomas die Geschichte eines Skifahrers, der bei einer Skiabfahrt eine im Eis eingeschlossene Leiche eines anderen Skifahrers findet, der ihm wie ein Spiegelbild ähnelt. Nach kurzer Zeit erkennt der Mann: der Tote ist sein Vater, seinerzeit bei einer Skitour verschollen. Der Mann jedoch ist heute älter als sein eigener Vater vor ihm im Eis.
Kurz danach, Paul und Thomas besuchen einen Buchladen, prescht Thomas für den schüchternen Paul nach vorn und lädt die junge japano-amerikanische Buchhändlerin zu einem gemeinsamen Ausgehen zu dritt ein, was gelingt. Sie gehen tanzen und treffen auf Auggie und seine puerto-ricanische junge Begleitung. Auggie gibt Rashid auf Pauls Bitte eine Anstellung in seinem Tabakladen, wo er jedoch gleich Auggies illegale Kuba-Zigarren, deren Handel in USA verboten ist, zerstört, indem er aus Unachtsamkeit den gelagerten Zigarrenkartons einen nicht wieder gutzumachenden Wasserschaden zufügt. Auggies Erspartes der letzten drei Jahre und sein guter Ruf als Händler haben sich in Rauch aufgelöst, Rashid ist daraufhin seinen Job los. Zur Rede gestellt, schenkt Rashid Auggie das Beutegeld als Wiedergutmachung und Rashid bekommt den Job zurück.
Creeper dringt mit einem seiner Gangmitglieder in Pauls Wohnung ein und sie schlagen ihn zusammen. Thomas-Rashid kann rechtzeitig fliehen.
Auggie und Ruby treffen sich noch einmal, bevor Ruby wieder abreist. Auggie gibt Ruby das Beutegeld, um für Felicity eine Entzugstherapie bezahlbar zu machen, die vielleicht nicht, vielleicht doch seine Tochter ist.
Auggie und Paul besuchen Rashid an der Tankstelle. Als sie sich mit vollständiger Namensnennung mit Cyrus Cole bekanntmachen, muss Thomas endlich seine Identität als Cyrus’ Sohn preisgeben. Vater und Sohn weinen. Später sitzt man zusammen im Garten, Cyrus, seine neue Frau und Thomas’ kleiner Halbbruder.
Zeitsprung: Es ist kurz vor Weihnachten. Paul hat von einer großen New Yorker Tageszeitung den Auftrag, eine Weihnachtsgeschichte zu schreiben, hat aber keine Idee. Auf Pauls Bitte erzählt Auggie ihm eine während eines gemeinsamen Mittagessens. Es ist die Geschichte, wie er zu seiner Kamera kam. Als die Gedecke aufgetragen werden, sieht Auggie in der Zeitung die Schlagzeile Diebe bei Juwelenraub erschossen. Es sind Creeper und seine Gang.
Paul findet die Story für gut erfunden und will sie wohl verwenden. Im Abstand sieht man jedoch in Schwarzweiß den Ablauf, so wie er von Auggie geschildert wurde.

## Entstehungsgeschichte
Am ersten Weihnachtstag 1990 veröffentlichte die New York Times in ihrem Feuilleton Paul Austers Kurzgeschichte Auggie Wrens Weihnachtsgeschichte. Diese wird am Ende des Filmes dargestellt. Wayne Wang traf den Autor erstmals im Mai 1991 in dessen Studio in Brooklyn. Nach dem Kauf von Schimmelpennincks, im Film die Marke von Paul Benjamin, in einem Zigarrenladen und einem Spaziergang durch die Nachbarschaft erzählte Auster einige Geschichten über die Bewohner von Brooklyn. Daraus entstand der Impuls für Smoke und Wang bat Auster, das Drehbuch für den Film selber zu schreiben. Der Beginn der Dreharbeiten war zwei Jahre später.

## Blue in the Face
Im Anschluss an den Dreh von Smoke wurde der Film Blue in the Face – Alles blauer Dunst produziert. Er bedient sich der gleichen Schauplätze und einiger Figuren von Smoke, stellt aber keine Fortsetzung dar. Es handelt sich vielmehr um eine Reihe freier Improvisationen ohne Drehbuch und ohne Proben, die lose durch eine Rahmenhandlung verbunden sind. Der gesamte Film wurde in nur sechs Tagen abgedreht. Die Hauptrolle fällt dabei der Figur des Auggie Wren zu. Zusätzlich zu Gastauftritten von Stars wie Jim Jarmusch, Lou Reed, Michael J. Fox, Madonna und Roseanne Barr enthält Blue in the Face Kurz-Interviews mit Einwohnern Brooklyns. Außerdem beinhaltet der Film schwarzweiße Archivaufnahmen, etwa vom Abriss des Baseballstadions Ebbets Field der Mannschaft Brooklyn Dodgers mit einer Abrissbirne in Form eines riesigen weißen Baseballs, und einen Ausschnitt aus dem Kriegsfilm Landung in Salerno mit dem Schauspieler Richard Conte von 1945.

## Kritik
„Das fabelhafte Buch, die kongeniale Inszenierung und die exzellenten Darsteller lassen den zauberhaften Film zu einem selten gewordenen Erlebnis werden, das lange nachhallt.“

## Auszeichnungen
Wayne Wang und Harvey Keitel erhielten für Smoke 1995 auf der Berlinale den Spezialpreis der Jury, den Silbernen Bären. Beim dänischen Robert-Filmfestival wurde der Film 1996 als bester ausländischer Film ausgezeichnet.

## Buchausgabe
- Smoke/Blue In The Face, USA 1995; 112/83 min; Drehbuch: Auster; R: Wayne Wang
  - Drehbuch: Smoke & Blue in the Face: Two Films. Faber&Faber, London 1995. ISBN 0-571-17569-4
  - Übersetzung: Smoke & Blue in the Face: zwei Filme. Dt. von Werner Schmitz. Rowohlt, Reinbek 1995. ISBN 3-499-13666-X (Enthält beide Drehbücher und ein Interview mit Paul Auster)

## Trivia
Das mit neun Sitzplätzen „kleinste Kino der Welt“ laut Eintragung im Guinness-Buch der Rekorde, das Palastkino im sächsischen Radebeul, eröffnete 2006 mit Smoke als Eröffnungsfilm.
Harold Perrineau Jr. spielt in dem Film einen Teenager, war jedoch während der Dreharbeiten bereits ca. 30 Jahre alt.